# Engleski park
Engleski park ili Engleski vrt (engleski: English landscape garden, English landscape park, English garden, francuski: jardin à l'anglaise, njmeački: englischer Landschaftsgarten, portugalski: jardim inglês, španjolski: jardín inglés, talijanski: giardino all'inglese) prirodni je tip parka koji je nastao u Engleskoj u 18. stoljeću u svrhu rekreacije i odmora. Prve pejzažne parkove stvarao je engleski arhitekt William Kent.

## Obilježja
Engleski park pejzažno je oblikovan kao reakcija na geometrijski koncipirane stilove. Osnovna značajka engleskoga parka potpuno je oponašanje prirode, poput velikih livada, šumaraka, jezera, itd. Za razliku od baroknoga parka namijenjenoga reprezentaciji i dvorskomu ceremonijalu, engleski je park namijenjen odmoru i rekreaciji građana; poslužio je kao uzor pri uređivanju gradskih parkova u 19. i 20. stoljeću, poput Hyde Parka u Londonu i Bulonjskoj šumi u Parizu. Primjenom modificiranih oblika engleskoga parka, američki krajobrazni arhitekt Frederick Law Olmsted uredio je veći broj parkova u Sjedinjenima Američkima Državama kao što je Central Park u New Yorku.

## Vanjske poveznice
- Engleski park, Proleksis enciklopedija
- English garden, Encyclopædia Britannica
- The English Garden Magazine website
- The English Landscape Garden (1600-1818)